# Schizophrenia (Sepultura)
Schizophrenia is het tweede album van de Braziliaanse metalband Sepultura. Het album is uitgebracht in 1987. Waar het eerste album een duidelijk black metal geluid had, is dit album veel meer op thrashmetal en deathmetal gericht. Het is ook het eerste album met huidige gitarist Andreas Kisser, die Jairo T. verving.

## Tracks
1. "Intro"
2. "From the Past Comes the Storms"
3. "To the Wall"
4. "Escape to the Void"
5. "Inquisition Symphony"
6. "Screams Behind the Shadows"
7. "Septic Schizo"
8. "The Abyss"
9. "R.I.P. (Rest in Pain)"

Sepultura vertaalde de teksten nog woord voor woord in 1987, dat is de reden dat sommige woorden niet kloppen.

## Bezetting van de band tijdens opname
- Max Cavalera
- Igor Cavalera
- Andreas Kisser
- Paulo Jr.